# Budynek dawnej pastorówki i dawnego szpitala Diakonisek w Szamotułach
Budynek zbudowany w latach 60 XIX wieku w Szamotułach, (obecny adres Plac Henryka Sienkiewicza 14/15). W budynku działał ewangelicki szpital sióstr Diakonisek. W tym czasie lekarzem powiatowym był Niemiec doktor Jackiel, a drugim lekarzem Izraelita doktor Munter. Budynek pełnił również funkcję pastorówki pobliskiego kościoła ewangelickiego zburzonego w 1958 roku (oficjalnie z powodu przekrzywionej wieży). Po II wojnie do początku XXI wieku w budynku mieścił się sąd rejonowy i prokuratura rejonowa.
Budynek murowany z czerwonej cegły częściowo piętrowy częściowo parterowy, z dwuspadowym dachem krytym dachówką.